# NGC 7374
NGC 7374 (ook: NGC 7374A) is een spiraalvormig sterrenstelsel in het sterrenbeeld Pegasus. Het hemelobject werd op 7 augustus 1864 ontdekt door de Duitse astronoom Albert Marth.

## Synoniemen
- MCG 2-58-7
- ZWG 430.6
- KUG 2243+105
- KCPG 572B
- PGC 69676